# Мартинес, Хосе Хоакин
Эта статья — о мексиканском футболисте. О мексикано-американском актёре см. Мартинес, Хоакин (актёр).
Хосе Хоакин Мартинес Валадес (исп. José Joaquín Martínez Valadéz; 22 февраля 1987, Мехико, Мексика) — мексиканский футболист, полузащитник клуба «Пачука».

## Клубная карьера
Мартинес — воспитанник клуба «Сакатепек». В 2007 году он начал выступать «Социо Агила», который является фарм-клубом столичной «Америки». В 2008 году Хоакин был включён в заявку основной команды на сезон. 24 августа в матче против «Чьяпас» он дебютировал в мексиканской Примере. 16 октября 2011 года в поединке против «Монтеррея» Мартинес забил свой первый гол за «Америку». Хоакин не являлся твёрдым игроком основы, поэтому в начале 2012 года в поисках игровой практики перешёл в «Некаксу», которая выступала в Лиге Ассенсо. 8 января в матче против «Венадос» он дебютировал за новую команду. 14 января в поединке против «Леона» Мартинес забил свой первый гол за «Некаксу».
Летом 2015 года Мартинес подписал контракт с «Пачукой». 26 июля в матче против «Тихуаны» он дебютировал за новую команду. В своём дебютном сезоне Хоакин помог команде выиграть чемпионат.
В начале 2017 года для получения игровой практики Мартинес на правах аренды перешёл в «Минерос де Сакатекас». 7 января в матче против «Хуарес» он дебютировал за новый клуб. После окончания аренды Хоакин вернулся в «Пачуку». 26 августа в поединке против «Тихуаны» Мартинес забил свой первый гол за клуб.

## Достижения
Командные
 «Пачука»
- Чемпионат Мексики по футболу — Клаусура 2016